# Religión en Israel

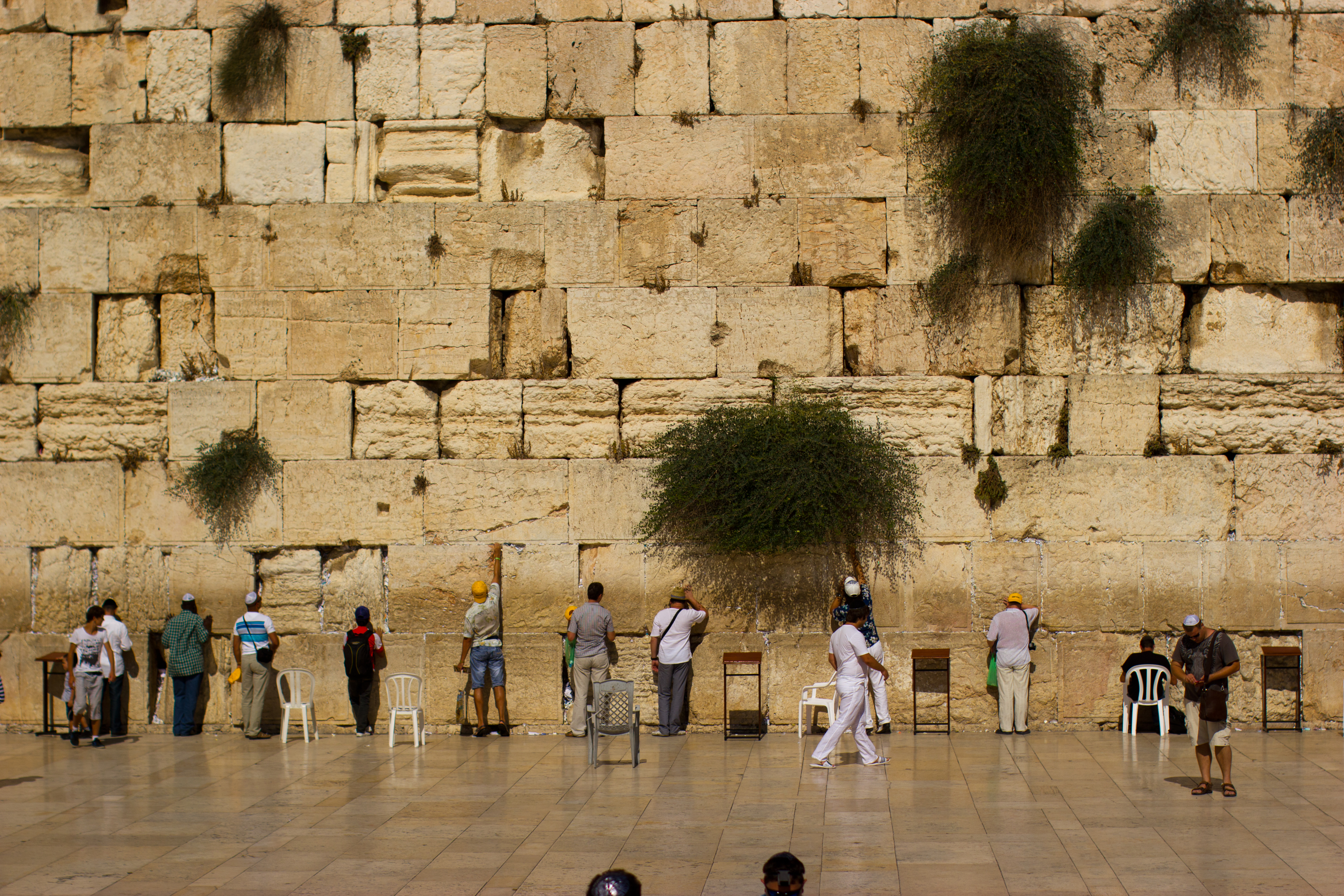
Devotos judíos orando frente al Muro de las Lamentaciones

La situación de la religión en Israel es singular: se trata del único país del mundo donde la mayor parte de la población es de religión judía. El cristianismo y el islam cuentan también con importante presencia de fieles entre la ciudadanía israelí. Además, existe también otras minorías religiosas como los drusos y los bahaístas. Israel concentra numerosos lugares sagrados de las tres grandes religiones monoteístas y reconoce la libertad religiosa, permitiendo a los peregrinos de todo el mundo el libre acceso a los lugares santos.
De acuerdo con la Oficina Central de Estadísticas de Israel (2005) el 76,1% de la población es judía, el 16,2% musulmana, el 2,1% cristiana y el 1,9% drusa. Un 3,9% de la población no se clasifica en ninguna religión.
Los árabe israelíes, según la Oficina Central de Estadísticas (2005), están compuestos por un 82,7% de musulmanes, un 8,4% de drusos y un 8,3% de cristianos.
Israel tiene una de las mayores poblaciones de budistas del Medio Oriente (32000 personas mayormente seguidores del lamaísmo).
Mientras que en 2019 el 74,2% se declaró judío el 17,8 musulmán 4% se declaró ateo, agnóstico, no religioso, no creyente o no sigue ninguna religión, 2% cristiano, un 1,6% como seguidor del drusismo y un 0.4% de otras religiones.

## General
Oficialmente, Israel es un Estado laico. Sin embargo en la Ley de Retorno que otorga nacionalidad israelí a cualquier judío que emigre a Israel, el país solo garantiza ciudadanía inmediata para los que practican el judaísmo. Debido a que Israel fue fundado por el movimiento sionista como un Estado judío, Israel puede tener la apariencia de los principios rectores de su gobierno teocrático o confesional:

«Al difuminarse la distinción entre nacionalidad y religión, los israelíes se encuentran con frecuencia residiendo en un Estado teocrático, y en muchos aspectos parece que Israel encaja en el molde de un Estado sagrado.»
Mitchell Bard

De hecho, el escritor israelí Gideon Levy en Haaretz opina que el país es una "semiteocracia", siendo un país con muchos atributos religiosos y halájicos'.
En Israel no existe el matrimonio civil dentro del territorio y el único matrimonio reconocido es el religioso. La relación especial del Estado israelí con el judaísmo es, además, específica con el judaísmo ortodoxo. Sólo los rabinos ortodoxos pueden realizar matrimonios válidos, no así los rabinos reformistas o conservadores, y las sinagogas reformistas y conservadoras no reciben el mismo apoyo estatal. Asimismo, solo la conversión realizada por rabinos ortodoxos se admite legalmente para efectos de considerar a un converso judío, aunque el gobierno israelí admite las conversiones hechas dentro del judaísmo reformista y conservador fuera de Israel.[cita requerida] En julio de 2011 la Kneset rechazó una propuesta para legalizar el matrimonio civil por 40 votos en contra y 17 a favor.
La definición de judío de la Ley de Retorno no es solamente religiosa, pues judíos étnicos que no sean practicantes del judaísmo se les permite acceder a los beneficios de la misma.[cita requerida]
Hasta 2016 no existe en Israel el matrimonio civil. Los matrimonios eran en todos los casos administrados por las comunidades religiosas, al igual que otros aspectos civiles como herencias y administración de los lugares santos. Las religiones reconocidas por Israel para estos efectos (realizar matrimonios legales, regular los sitios de sus comunidades, etc.) son el judaísmo ortodoxo, el islam, el druzismo y diez iglesias cristianas (ocho ortodoxas más la católica y la anglicana). No obstante actualmente se admite el matrimonio civil entre personas que logren probar la no pertenencia a ninguna religión.
Esta división del derecho civil en comunidades religiosas existía en la región de Palestina desde antes de la fundación de Israel y fue implementada por los otomanos, conocida como Millet.
En 2014, el ministro de justicia Yaakov Neeman, estaba estudiando aplicar la Torá como doctrina jurídica, donde Israel debería ser gobernado bajo la ley de la religión judía, la Halajá. También se declaró obligatoria la observancia de la kashrut (las leyes judaicas de alimentación) en todas las instituciones públicas y a todos los funcionarios, incluso se fue declarado obligatorio en escuelas públicas para niños de otras religiones.

## Judaísmo

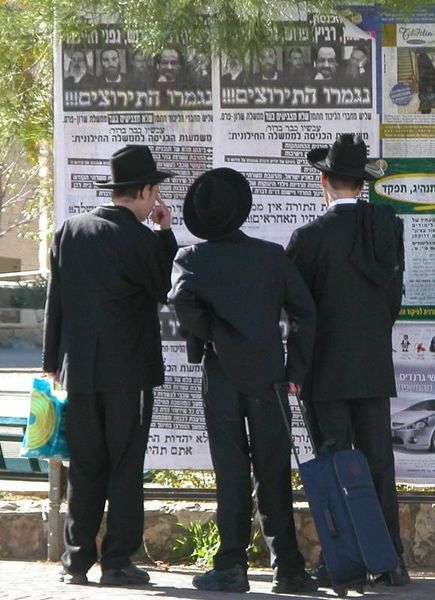
Judíos Mea Shearim.

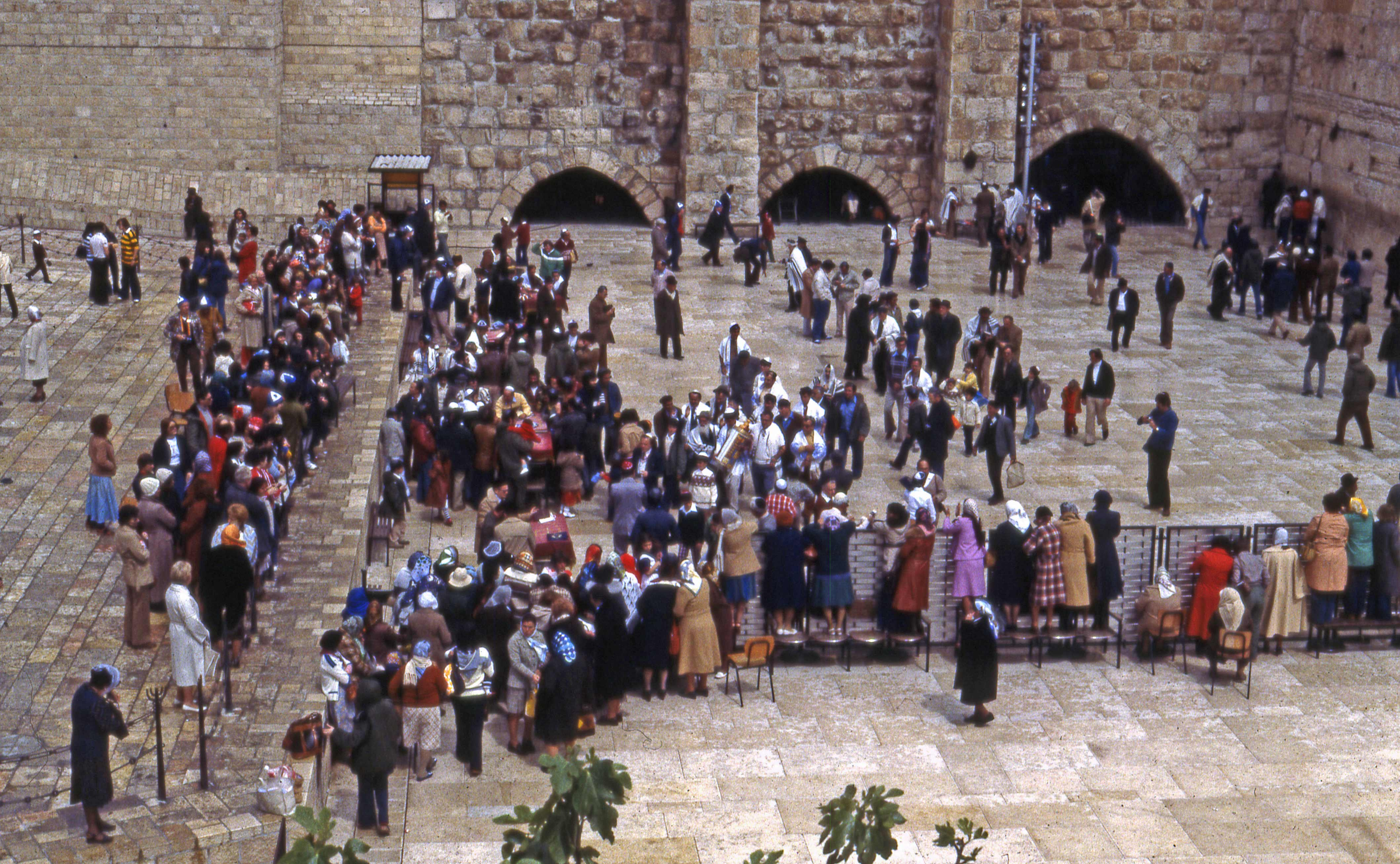
Judíos en la explanada frente al Muro de las Lamentaciones/Muro de los Lamentos

Israel es el único país mayoritariamente judío del mundo, siendo el 76% de la población. Fundado originalmente por judíos seculares, ya que el movimiento sionista impulsado por Theodor Herzl (quien era ateo) se basaba en principio en ideas nacionalistas más que religiosas, e incluso tenía la oposición de círculos judíos ortodoxos. El área se encuentran la mayoría de lugares santos del judaísmo, Jerusalén, donde están localizados el Muro de los Lamentos, último remanente del Templo de Jerusalén, y el Monte del Templo, lugar más sagrado de la religión judía; y Hebrón, donde se ubica la Tumba de los Patriarcas. Jerusalén está enteramente bajo jurisdicción israelí aunque el área del Domo de la Roca es administrada por las autoridades musulmanas y el gobierno palestino reclama Jerusalén Este como su capital, mientras el gobierno israelí mantiene una postura de indivisibilidad sobre Jerusalén, razón por la cual hay limitadas sedes diplomáticas de otros países en la ciudad al estar su estatus político disputado. Hebrón se encuentra oficialmente en los territorios palestinos pero los judíos tienen acceso ocasional a los lugares santos. 
En cuanto a las subdivisiones del judaísmo, según encuesta de Gallup de 2015 el 65% de los israelíes se consideran judíos seculares y el 30% se consideran observantes religiosos. Según encuesta de 2013 de Haaretz un 26.5% se considera judío ortodoxo, seguida de los judíos reformistas 3.9%, y 3.2% se consideran judíos conservadores. Por lo general se hace una subdivisión entre los judíos ortodoxos moderados y los judíos ultraortodoxos o jaredíes. Israel es también la sede del Congreso Mundial Judío y del Gran Rabinato de Israel.

### Caraitas
Israel tiene la más numerosa comunidad de judíos caraítas del mundo. Su número se calcula entre 30 y 50.000 personas y sus principales comunidades están localizadas en Ramla, Ashdod y Beer-Sheva.

### Samaritanos

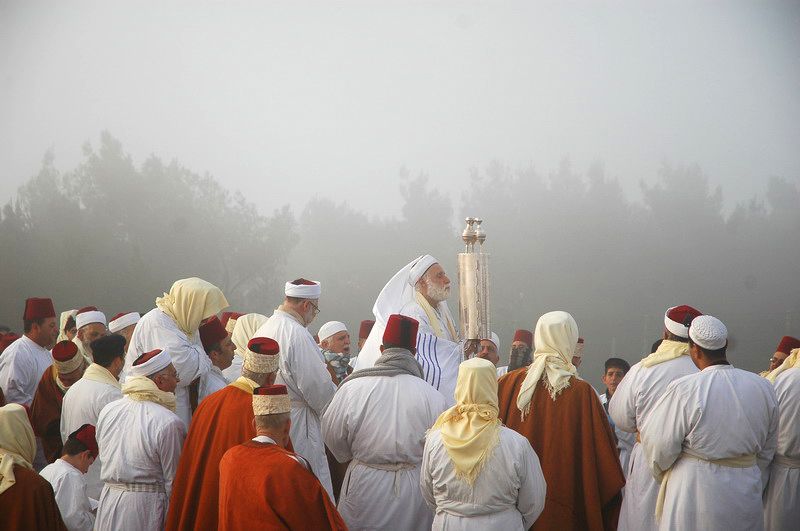
Sumo sacerdote samaritano encabeza procesión en Pascua.

La comunidad samaritana de Holón, en Israel, corresponde a unos 700 individuos (la otra comunidad, conformada por unos 350 se localiza en Naplusa, en los territorios palestinos), se les considera judíos por el gobierno israelí y tienen su propio Sumo Sacerdote, el actual es Aabed-El ben Asher ben Matzliach.

### Términos israelíes para los diferentes grados religiosos
| Hebreo             | Pronunciación | Castellano          | Observancia                                                            | Imagen                            |
| ------------------ | ------------- | ------------------- | ---------------------------------------------------------------------- | --------------------------------- |
| חילוני             | Hiloni        | «Secular»           | Observa las principales fiestas. Cumplen con Rosh Hashaná, Pesaj, etc. | Cabeza descubierta                |
| מסורתי             | Masorati      | «Tradicionalista»   | Observa los mandamientos básicos: Kosher, Kidush Shabat, etc.          | Cabeza descubierta en los yom jol |
| דתי                | Dati          | «Religioso»         | Observa todos los mandamientos (613 Mitzvot)                           |                                   |
| כיפה סרוגה         | Kipá Seruga   | «Kipá de ganchillo» | Total observancia de los mandamientos religiosos                       | Kipá                              |
| חרדי               | Haredi        | «Ultraortodoxo»     | Total observancia de los mandamientos religiosos                       | Kipá negra debajo del sombrero    |
| Notas: 1. 2. 3. 4. |               |                     |                                                                        |                                   |

Existe una comunidad de judíos mesiánicos, considerados cristianos por el gobierno aunque ellos mismos se consideran judíos. Su número es de aproximadamente 15.000 personas con 150 congregaciones en Jerusalén Tiberias, K’far Saba, Netanya, Jerusalén y Joffa y en el resto del país. Los ataques contra esta comunidad por parte de judíos ortodoxos es frecuente, en 2018 el judío mesiánico Ami Ortiz, fue herido de gravedad al abrir un paquete bomba enviado por Yaakov Teitel, un judío ortodoxo.

## Islam
El islam llegó a lo que era entonces la provincia bizantina de Palestina durante las conquistas musulmanas del siglo VII, bajo el Califato Rashidun. Desde ese momento la islamización alcanzó a gran parte de la población, incluso cuando el territorio fue parte del reino de Jerusalén (1099 - 1291). Tras la reconquista musulmana, el islam siguió siendo mayoritario y bajo el  imperio otomano (1516-1917) fue religión del estado, con predominio de los suníes. Las minorías de cristianos, judíos y samaritanos tenían libertad religiosa bajo la autoridad de sus propios clérigos, si bien no siempre era respetada. La situación se mantuvo después de la ocupación británica en 1917 y en 1922, los ocupantes crearon el Consejo Supremo Musulmán en el Mandato de Palestina.
El Islam es la primera minoría religiosa de Israel, compone según el último censo 17.4%  de la población (sin incluir a los habitantes de Cisjordania y la Franja de Gaza), siendo mayoritario en su variante suní. La mayoría de los musulmanes son árabes, el islam también es practicado también por algunos inmigrantes africanos y asiáticos. El Consejo Supremo Musulmán creado en 1921 en tiempos del Mandato Británico de Palestina es la máxima autoridad religiosa del Islam.

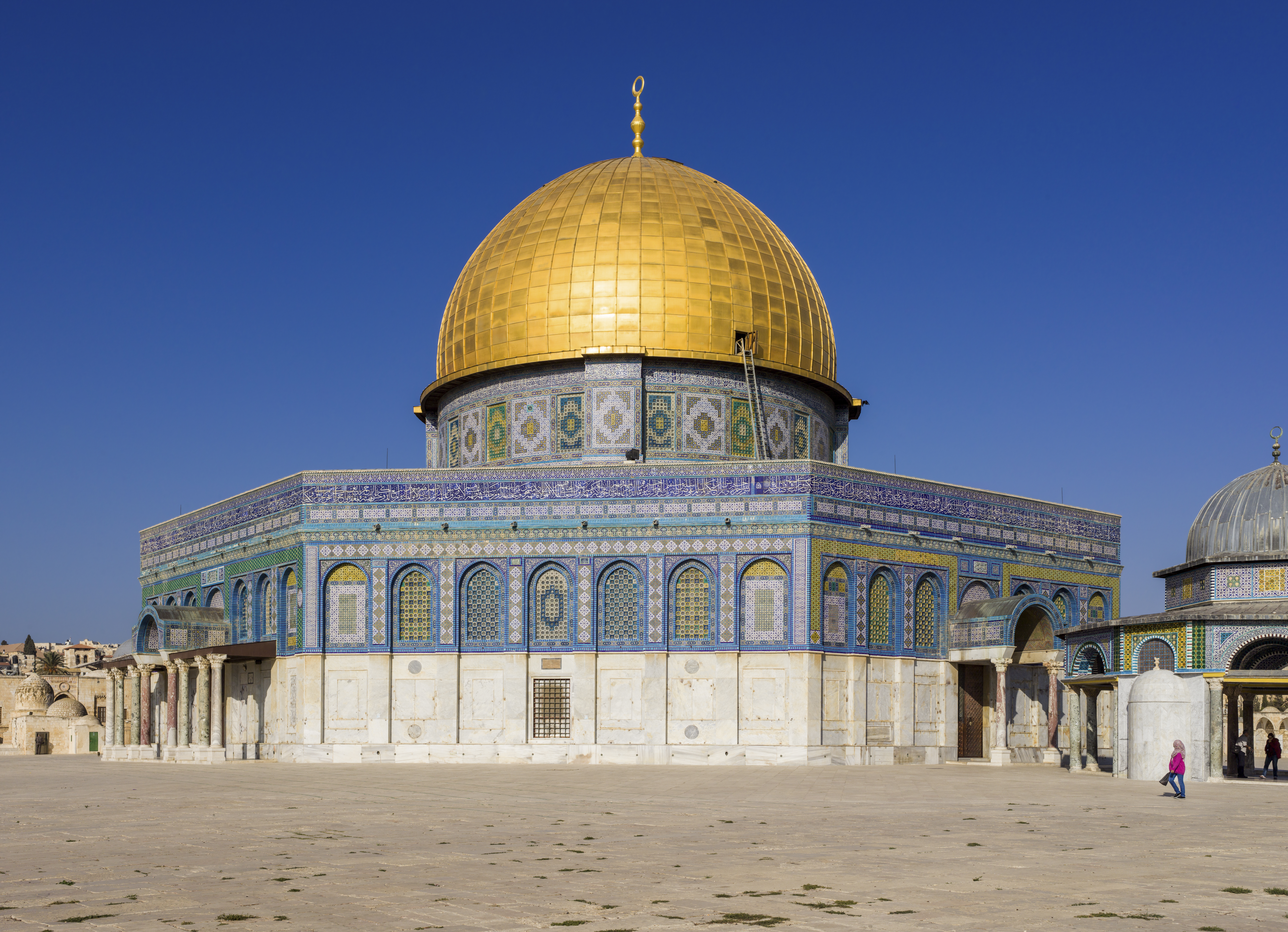
Cúpula de la Roca

La tercera ciudad más sagrada del Islam, es Jerusalén, donde se localiza la Explanada de las Mezquitas y el Domo de la Roca, el tercer lugar más santo del Islam tras La Meca y Medina, desde donde se cree fue que Abraham iba a sacrificar a su hijo (Ismael según el islam) y desde donde los musulmanes creen que Mahoma subió al cielo,  siendo motivo de frecuentes disputas por sus cierres.
En Israel hay unos 2200 ahmadíes, una rama heterodoxa del Islam que no es aceptada por la mayoría de musulmanes quienes les consideran apóstatas. Debido a que en Israel es uno de los pocos países de la región donde los ahmadíes pueden practicar abiertamente su fe,[cita requerida] Israel es la sede para Medio Oriente de la Comunidad Ahmadía y tienen su propio barrio, Kababir, ubicado en Haifa.

## Cristianismo

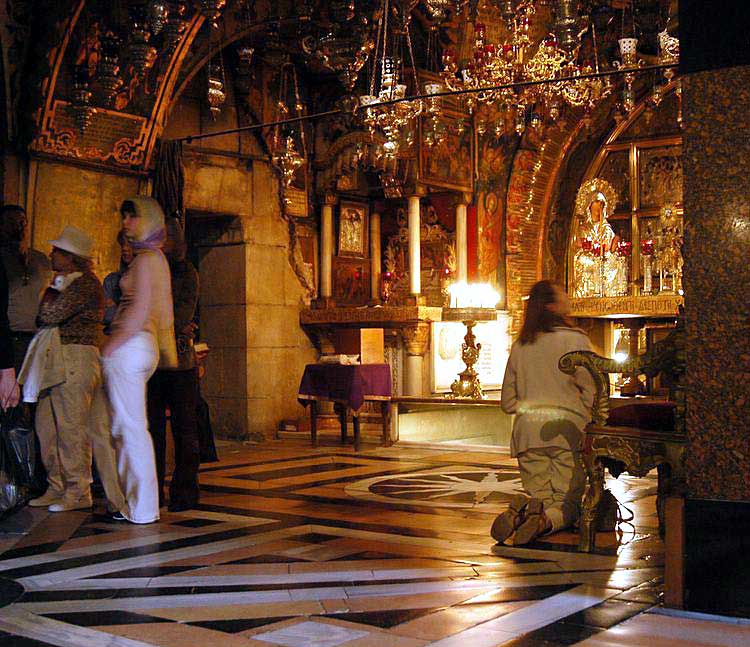
Interior de la Iglesia del Santo Sepulcro, sobre el monte Gólgota.

Los cristianos representan aproximadamente el 2% de la población israelí, la mayoría de los cuales son árabes. Israel es el lugar donde Jesús vivió y murió, y tiene importantes lugares santos para el cristianismo entre ellos la Basílica del Santo Sepulcro, quizás el sitio más sagrado del cristianismo, donde se cree que Jesús fue enterrado y resucitó, así como la Iglesia de la Natividad en Belén donde se cree que Jesús nació. El Estado de Israel reconoce 10 iglesias cristianas específicas para efectos de derecho civil (matrimonios, herencias, etc.) junto al judaísmo y el islam, estas son: Iglesia ortodoxa, Iglesia latina, Iglesia apostólica armenia, Iglesia católica armenia, Iglesia católica siria, Iglesia caldea, Iglesia greco-católica melquita, Iglesia ortodoxa etíope, Iglesia maronita y la Iglesia anglicana.
Además de estas iglesias existen otras iglesias, principalmente protestantes como la Iglesia Adventista del Séptimo Día, no reconocidas por el Estado pero que practican libremente. [cita requerida]
El 40% de los cristianos son melquitas, seguidos por el 32% que son ortodoxos griegos, 20% católicos, 7% maronitas y el resto pertenece a otras iglesias.
En 2017, las Iglesias católica, ortodoxa y luterana se unen para denunciar los intentos del Estado israelí de « socavar la presencia cristiana » en el país y en Jerusalén en particular. La municipalidad de Jerusalén ha enviado una serie de notificaciones, órdenes de incautación de bienes de la Iglesia y cuentas bancarias contra las iglesias cristianas. “Nos han bloqueado varias cuentas bancarias, a nosotros y al patriarcado ortodoxo griego. Quieren asfixiar a las iglesias porque somos los encargados de mantener la presencia cristiana en Jerusalén”.
En 2024, una ONG israelí publicó un informe según el cual se había producido un «notable incremento» de los ataques contra los cristianos y sus propiedades en Israel. En concreto, este informe registró en 2023 once casos de acoso verbal, siete de ataques violentos, 32 de ataques contra iglesias y la profanación de un cementerio. Todos los atacantes eran judíos religiosos, y la mayoría de ellos ultra-ortodoxos. Además, se exigió a las autoridades cristianas que retirasen cruces de algunos lugares y la policía israelí redujo considerablemente el número de participantes permitidos en la ceremonia de la Luz Sagrada, en Jerusalén.

## Drusos
Los drusos son una rama heterodoxa del Islam o una religión gnóstica dependiendo de a quien se le consulte. Actualmente son alrededor de 102.000 personas. Los drusos son araboparlantes, juraron lealtad a Israel una vez fundado y se les clasifica como un grupo religioso separado a los musulmanes. Son, junto a los beduinos, una de las pocas comunidades minoritarias en servir en el Ejército de Israel.

## Bahaísmo

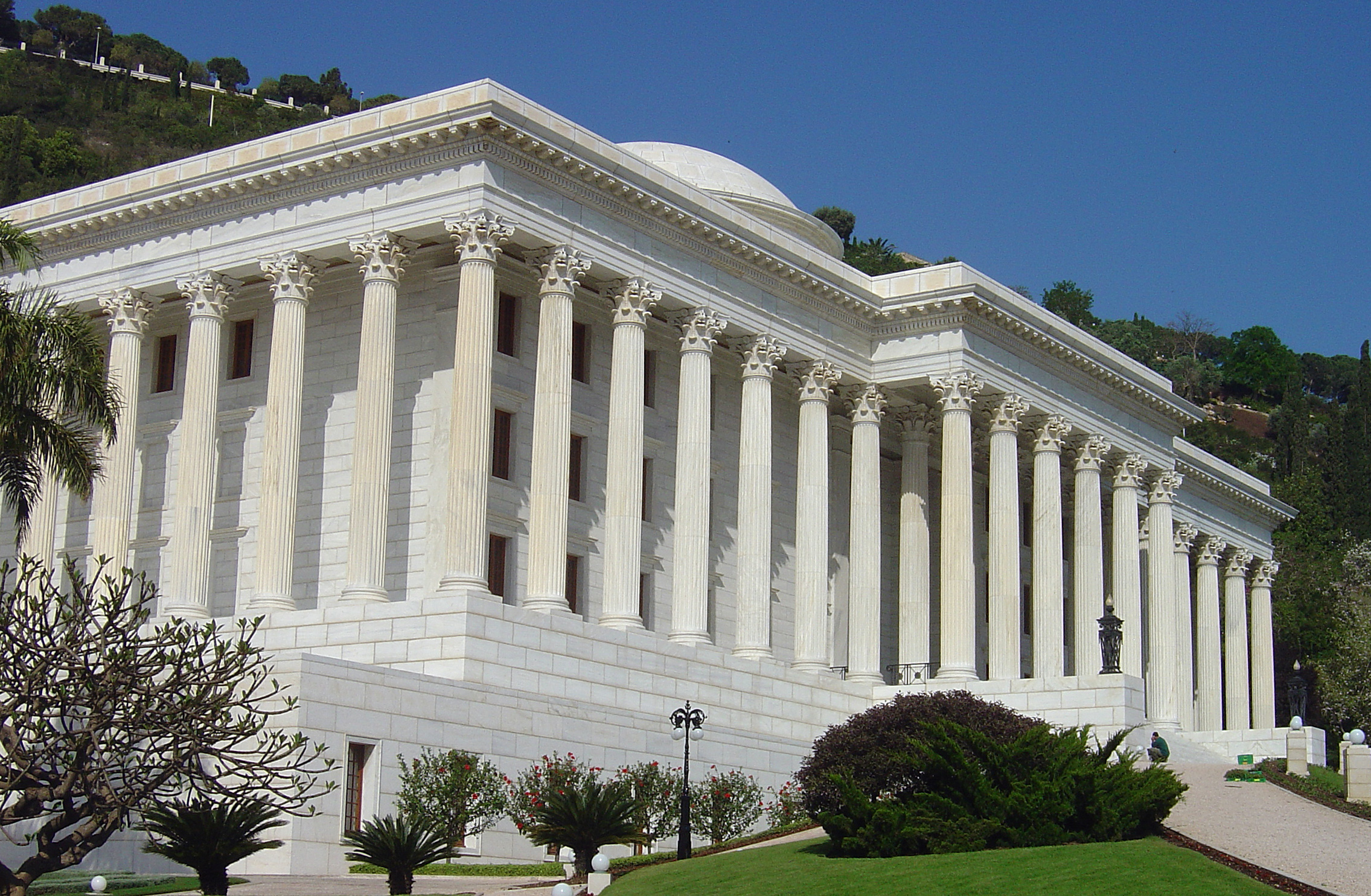
Casa Universal de Justicia en Haifa (Israel).

Israel es también la sede mundial del bahaísmo, pues en su territorio se ubica la Casa Universal de Justicia y una de las más nutridas comunidades bahaíes del Medio Oriente. El número de bahaíes se calcula en 14.000 personas para el año 2000. El Israel moderno es donde está ubicada la tumba de Baha'ullah, fundador de la religión, quien falleció en la época en que Palestina pertenecía al Imperio otomano.

## Budismo
En Israel conviven cerca de 6400 budistas, la mayoría pertenecientes al budismo tibetano. Muchos budistas israelíes son activistas por la paz y no es extraño que haya relaciones maritales entre budistas árabes y hebreos.

## Otros
Israel tiene su propia sede de la Sociedad Teosófica. También es uno de los pocos países de Medio Oriente en tener una comunidad hare krishna, también hay neopaganos, wiccanos, ásatrúar, mormones, testigos de Jehová y cienciólogos.